# Sirius XM
Sirius XM è un'azienda statunitense di broadcasting con sede a Midtown Manhattan a New York City, che fornisce servizi radio satellitari e web radio negli Stati Uniti.
L'azienda è nata dalla fusione nel 2008 tra la Sirius Satellite Radio e XM Satellite Radio, costituendo la SiriusXM Radio. È quotata al NASDAQ e fa parte dell'indice NASDAQ-100.